# Kosmos 1669
Kosmos-1669 (rus: Космос-1669 que significa Cosmos 1669) va ser una nau espacial Progress utilitzada per abastir l'estació espacial Salyut 7. Va ser una nau espacial del tipus Progress 7K-TG amb el número de sèrie 126.